# سراج‌الدین وراق
سراج‌الدین، عمر ورّاقِ مصری (۱۲۱۸ - ۱۲۹۶م) (نسب: عمر بن محمد بن حسن مصری فائزی) کاتب، نسخه‌نویس، خوشنویس و شاعر مصری در سدهٔ هفتم هجری بود.